# Câinele soldatului

Câinele soldatului este o poezie scrisă de Grigore Alexandrescu. A fost inspirată din opera lui Casimir Delavigne.